# 코린토스 운하

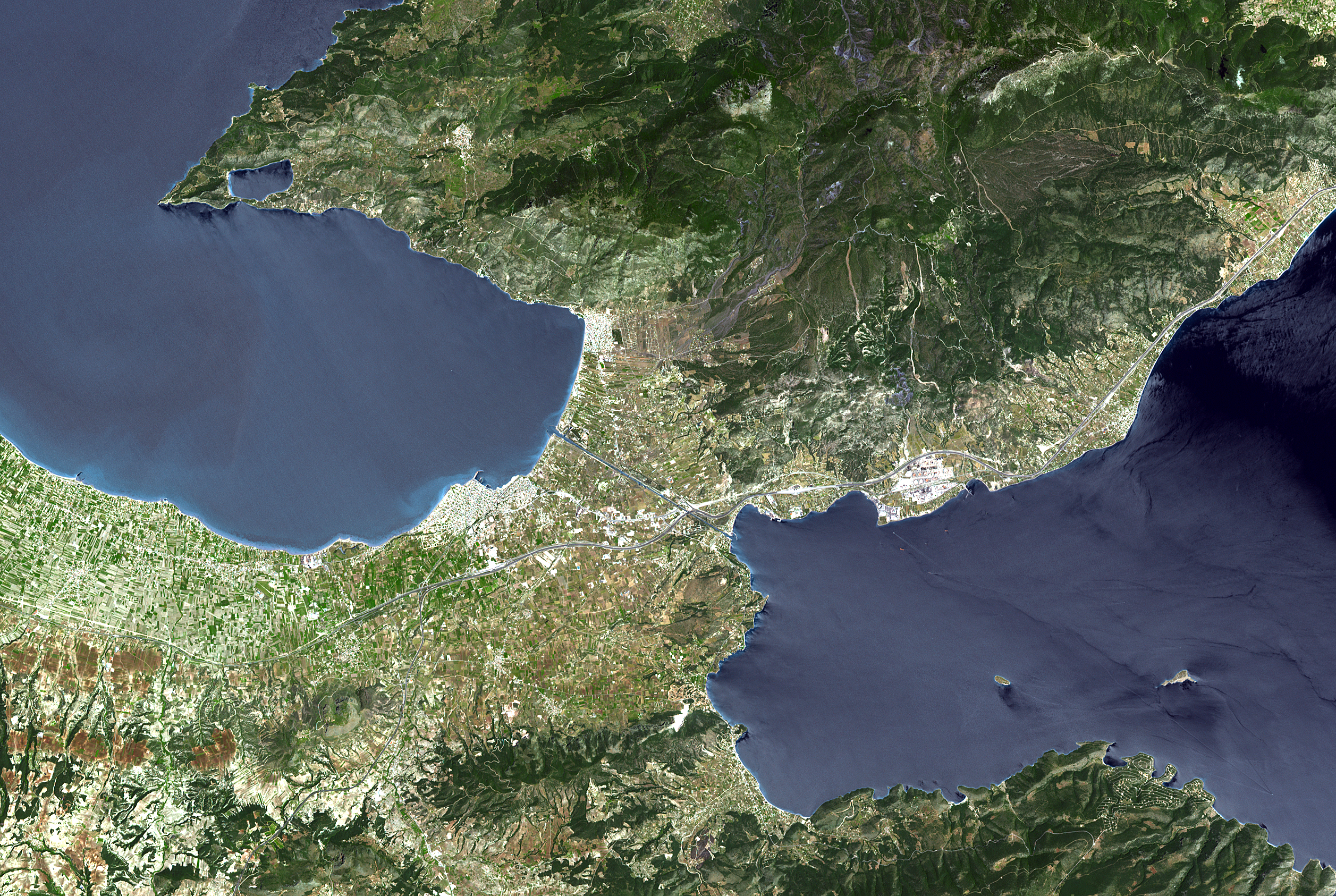
코린토스 운하

코린토스 운하(그리스어: Διώρυγα της Κορίνθου)는 코린토스 만과 에게해의 사로니코스 만을 연결하는 운하이다. 코린토스 지협을 따라 1881년부터 1893년까지 6.3 km의 길이로 건설되었다. 운하를 이용할 경우 펠로폰네소스반도를 돌아가는 것 보다 700km 정도 운항거리가 줄어들지만, 운하의 폭이 24m, 깊이가 8m로 규모가 작기 때문에 운하를 이용하는 선박은 대부분 관광용 여객선이다.